# Lizzy Mercier Descloux
Lizzy Mercier Descloux (* 16. Dezember 1956 in Paris als Martine-Elisabeth Mercier Descloux; † 20. April 2004 in Saint-Florent, Korsika) war eine Singer-Songwriterin, Musikerin, Schauspielerin, Schriftstellerin und Malerin.

## Frühe Jahre
Lizzy Mercier Descloux wuchs in Lyon auf. Sie studierte an der Staatlichen Kunsthochschule in Paris und lernte dort den Mitstudenten Michel Esteban kennen. Gemeinsam mit Esteban baute sie das Platten- und Modegeschäft Harry Cover (eine Verballhornung von haricots verts = grüne Bohnen) auf, das ein Zentrum der frühen Punk-Szene in Paris wurde. 1975 reisten Esteban und Mercier Descloux nach New York, knüpften Kontakte zu Punk-, Disco- und New-Wave-Musikern und schlossen Freundschaften u. a. mit Patti Smith und Richard Hell. Smith schrieb das Vorwort und illustrierte Mercier Descloux' erstes Buch Desiderata, zu dem auch Hell einige Beiträge beisteuerte.
1976 zog Mercier Descloux mit Esteban in eine Wohnung in SoHo, die sie sich mit Patti Smith teilten. Die Wohnung wurde rasch zu einem Treffpunkt der New Yorker Musik- und Kunstszene. Mercier Descloux brachte sich das Gitarrespielen bei und trat in Galerien von SoHo und Clubs der Lower East Side auf. Sie spielte zusammen mit DJ Banes (alias Michel Esteban) zunächst in der Formation Rosa Yemen – beeinflusst von Mark Cunninghams' No-Wave-Band Mars. Esteban hatte inzwischen – gemeinsam mit Michael Zilkha, einem Erben des britischen Einzelhandelskonzerns Mothercare – das Label Ze Records gegründet. Dort erschien auch Rosa Yemens aus sechs Stücken bestehende EP Rosa Yemen: Live In N.Y.C. July 1978.
1979 entstand in einer improvisierten 10-Tage-Aufnahmesession zusammen mit DJ Banes und Erik Fitoussi von der französischen Punk-Band Marie & Les Garçons das Album Press Color. Die LP enthielt u. a. Coverversionen des Titelsongs von Mission Impossible und "Fire" von Arthur Brown. Beide Songs wurden zu heimlichen Hits in New Yorker Diskotheken, das Album verkaufte sich jedoch schlecht.

## Mittlere Lebensjahre
Trotz des mäßigen Erfolgs von Press Color wurde Chris Blackwell, Gründer des Plattenlabels Island Records, auf Lizzy Mercier Descloux aufmerksam. Blackwell schloss eine Vertriebspartnerschaft mit Ze Records und finanzierte die Produktion von Lizzy Mercier Descloux' zweitem Album Mambo Nassau. Die LP wurde von Steven Stanley und Wally Badarou in den Compass Point Studios von Nassau aufgenommen. Auf der Platte verarbeitete Mercier Descloux erstmals auch Einflüsse afrikanischer Musik, nachdem sie sich intensiv mit Veröffentlichungen des französischen Labels Ocora auseinandergesetzt hatte. Mambo Nassau ist damit auch die erste Annäherung einer europäischen Musikerin an das (damals noch nicht so benannte) Genre der World Music.
Die Verkäufe in den USA waren jedoch enttäuschend und deckten die Produktionskosten nicht ab. In Europa und Asien war die Resonanz auf Mambo Nassau deutlich besser, und CBS nahm Mercier Descloux für den europäischen Markt unter Vertrag. Sie veröffentlichte zunächst zwei Singles ("Mister Soweto" und "Maita", letztere erstmals in französischer Sprache), brach dann aber zu längeren Reisen durch Afrika auf, unterbrochen nur von einem Kurzaufenthalt in New York, wo sie mit Arto Lindsay in einem Kurzfilm von Seth Tillett auftrat. 1984 gab sie ein Konzert in einem Club in Soweto und nahm zusammen mit südafrikanischen Künstlern, produziert von ihrem damaligen Lebensgefährten Adam Kidron, ihr drittes Album Mais où sont passées les gazelles? auf. (Die LP erschien auf dem internationalen Markt ohne Titel und wurde 2006 in veränderter Form als Zulu Rock wiederveröffentlicht.)

## Zurück in Europa
1984 ließ sich Mercier Descloux wieder in Frankreich nieder. Dort wurde der Titelsong ihres dritten Albums, "Mais où sont passées les gazelles?", zu einem überraschenden Sommerhit und mit dem renommierten Musikpreis Bus d'Acier ausgezeichnet. Das Album erreichte Platz 30 der französischen Charts und war damit eine der ersten Platten mit afrikanischer Musik, die sich in einer europäischen Hitparade platzieren konnte – zwei Jahre bevor Paul Simon mit Graceland ein ähnliches Album vorlegte.
Mit Kidron produzierte sie in Rio de Janeiro ihr viertes Album One for the Soul, das stark von brasilianischer Musik beeinflusst war. Auf fünf Songs des Albums ist außerdem der Trompeter Chet Baker zu hören. Die LP war jedoch ein kommerzieller Flop, ebenso wie das 1988 in London entstandene Album Suspense, das von Mark Cunningham und John Brand produziert wurde.
Mercier Descloux zog sich daraufhin weitgehend aus dem Musikgeschäft zurück und ließ sich in der Karibik nieder, wo sie sich vor allem der Malerei widmete. 1995 kehrte sie für ein Performance-Projekt von Bill Laswell nach New York zurück. Das Projekt wurde nicht veröffentlicht, mündete aber in Laswells Album Hashisheen – The End Of The Law (1999), auf dem Mercier Descloux zusammen mit Patti Smith das Stück "Morning High" (nach einem Gedicht von Arthur Rimbaud) interpretiert.
Um 2000 kehrte Mercier Descloux nach Frankreich zurück, um sich in Korsika endgültig niederzulassen. 2003 wurde Krebs diagnostiziert, 2004 starb Mercier Descloux in ihrem Wohnort Saint-Florent.

## Diskografie

### Alben
- 1979 – Press Color – ZE Records
- 1981 – Mambo Nassau – ZE Records / Island Records
- 1984 – Mais où sont passées les gazelles? – CBS (Europa), ZE Records (USA) (erschien außerhalb Frankreichs ohne Titel, im englischsprachigen Raum in einer Version mit einigen anderen Songs. 2006 in den USA mit allen englischen und französischen Songs als Zulu Rock wiederveröffentlicht).
- 1986 – One For The Soul – Polydor
- 1988 – Suspense – Polydor
- 2006 – Best Off – Ze Records (Sampler)

### Singles & EPs
- 1978 – "Rosa Yemen – Live In N.Y.C July 1978" – ZE Records (Neuauflage 2003 auf CD)
- 1979 – "Fire" – ZE Records
- 1979 – "Mission impossible" – ZE Records / EMI
- 1982 – "Mister Soweto" / "Don't you try to stop me" – CBS/Columbia
- 1983 – "Maita" – ZE records/CBS
- 1984 – "Mais où sont passées les gazelles?" – CBS
- 1984 – "Wakwazulu Kwezizulu Rock" – CBS
- 1986 – "Calypso Moguls" – Polydor

### Lizzy Mercier Descloux auf Alben anderer Künstler
- 1982 – "Tokyo-Paris-London-NY" – Maxi 12" – Columbia (enthält "Les Baisers d'Amant", B-Seite von "Maita")
- 1992 – Pop en stock – WMD (enthält "Five Troubles Mambo" von Mambo Nassau)
- 1994 – Frenchy but chic – Virgin (enthält "Fire" von Press Color)
- 1999 – Bill Laswell, Hashisheen – The End Of The Law – SubRosa (enthält "Morning High", Duett mit Patti Smith)